# Michele Paleologo (despota)
Michele Paleologo (in greco Μιχαήλ Παλαιολόγος?; 1337) era il secondo figlio dell'imperatore bizantino Andronico III Paleologo (regno 1328-1341).
Della vita di Michele si sa poco. Nacque nel 1337, durante il regno del padre, e per questo fu chiamato porphyrogennētos. Poco prima della morte di Andronico III, nel 1341, Michele fu elevato al rango di despota della corte suprema. Nel 1351/52, quando suo fratello maggiore, l'imperatore Giovanni V Paleologo (1341-1391), era impegnato in una lotta per il trono con Matteo Cantacuzeno, Giovanni V, che cercava aiuto dall'imperatore serbo Stefano Uroš IV Dušan (r. 1331-1355), lo inviò come ostaggio alla corte serba. Di lui non si hanno più notizie.

## Ascendenza
|                           |                      |                         | Genitori                      |  |  | Nonni |  |  | Bisnonni               |  |  | Trisnonni              |  |
|                           |                      |                         |                               |  |  |       |  |  | Andronico II Paleologo |  |  | Michele VIII Paleologo |  |
|                           |                      |                         |                               |  |  |       |  |  | Andronico II Paleologo |  |  | Michele VIII Paleologo |  |
|                           |                      | Teodora Ducas Vatatzina |                               |  |  |       |  |  | Andronico II Paleologo |  |  |                        |  |
| Michele IX Paleologo      |                      |                         |                               |  |  |       |  |  | Andronico II Paleologo |  |  |                        |  |
|                           |                      | Anna d'Ungheria         | Stefano V d'Ungheria          |  |  |       |  |  |                        |  |  |                        |  |
|                           |                      | Anna d'Ungheria         | Stefano V d'Ungheria          |  |  |       |  |  |                        |  |  |                        |  |
|                           |                      | Anna d'Ungheria         | Elisabetta dei Cumani         |  |  |       |  |  |                        |  |  |                        |  |
| Andronico III Paleologo   |                      | Anna d'Ungheria         |                               |  |  |       |  |  |                        |  |  |                        |  |
|                           |                      | Leone III d'Armenia     | Aitone I d'Armenia            |  |  |       |  |  |                        |  |  |                        |  |
|                           |                      | Leone III d'Armenia     | Aitone I d'Armenia            |  |  |       |  |  |                        |  |  |                        |  |
|                           |                      | Leone III d'Armenia     | Isabella d'Armenia            |  |  |       |  |  |                        |  |  |                        |  |
| Rita d'Armenia            |                      | Leone III d'Armenia     |                               |  |  |       |  |  |                        |  |  |                        |  |
|                           |                      | Keran di Lampron        | Aitone IV di Lampron          |  |  |       |  |  |                        |  |  |                        |  |
|                           |                      | Keran di Lampron        | Aitone IV di Lampron          |  |  |       |  |  |                        |  |  |                        |  |
|                           |                      | Keran di Lampron        | …                             |  |  |       |  |  |                        |  |  |                        |  |
| Michele Paleologo despota |                      | Keran di Lampron        |                               |  |  |       |  |  |                        |  |  |                        |  |
|                           | Tommaso II di Savoia | Tommaso I di Savoia     |                               |  |  |       |  |  |                        |  |  |                        |  |
|                           | Tommaso II di Savoia | Tommaso I di Savoia     |                               |  |  |       |  |  |                        |  |  |                        |  |
|                           | Tommaso II di Savoia | Margherita di Ginevra   |                               |  |  |       |  |  |                        |  |  |                        |  |
| Amedeo V di Savoia        | Tommaso II di Savoia |                         |                               |  |  |       |  |  |                        |  |  |                        |  |
|                           |                      | Beatrice Fieschi        | Teodoro Fieschi               |  |  |       |  |  |                        |  |  |                        |  |
|                           |                      | Beatrice Fieschi        | Teodoro Fieschi               |  |  |       |  |  |                        |  |  |                        |  |
|                           |                      | Beatrice Fieschi        | Simona de Volta di Capo Corso |  |  |       |  |  |                        |  |  |                        |  |
| Anna di Savoia            |                      | Beatrice Fieschi        |                               |  |  |       |  |  |                        |  |  |                        |  |
|                           |                      | Giovanni di Brabante    | Enrico III di Brabante        |  |  |       |  |  |                        |  |  |                        |  |
|                           |                      | Giovanni di Brabante    | Enrico III di Brabante        |  |  |       |  |  |                        |  |  |                        |  |
|                           |                      | Giovanni di Brabante    | Alice di Borgogna             |  |  |       |  |  |                        |  |  |                        |  |
| Maria di Brabante         |                      | Giovanni di Brabante    |                               |  |  |       |  |  |                        |  |  |                        |  |
|                           |                      | Margherita di Fiandra   | Guido di Dampierre            |  |  |       |  |  |                        |  |  |                        |  |
|                           |                      | Margherita di Fiandra   | Guido di Dampierre            |  |  |       |  |  |                        |  |  |                        |  |
|                           |                      | Margherita di Fiandra   | Matilde di Bethune            |  |  |       |  |  |                        |  |  |                        |  |
|                           |                      | Margherita di Fiandra   |                               |  |  |       |  |  |                        |  |  |                        |  |